# Madonna del canonico van der Paele

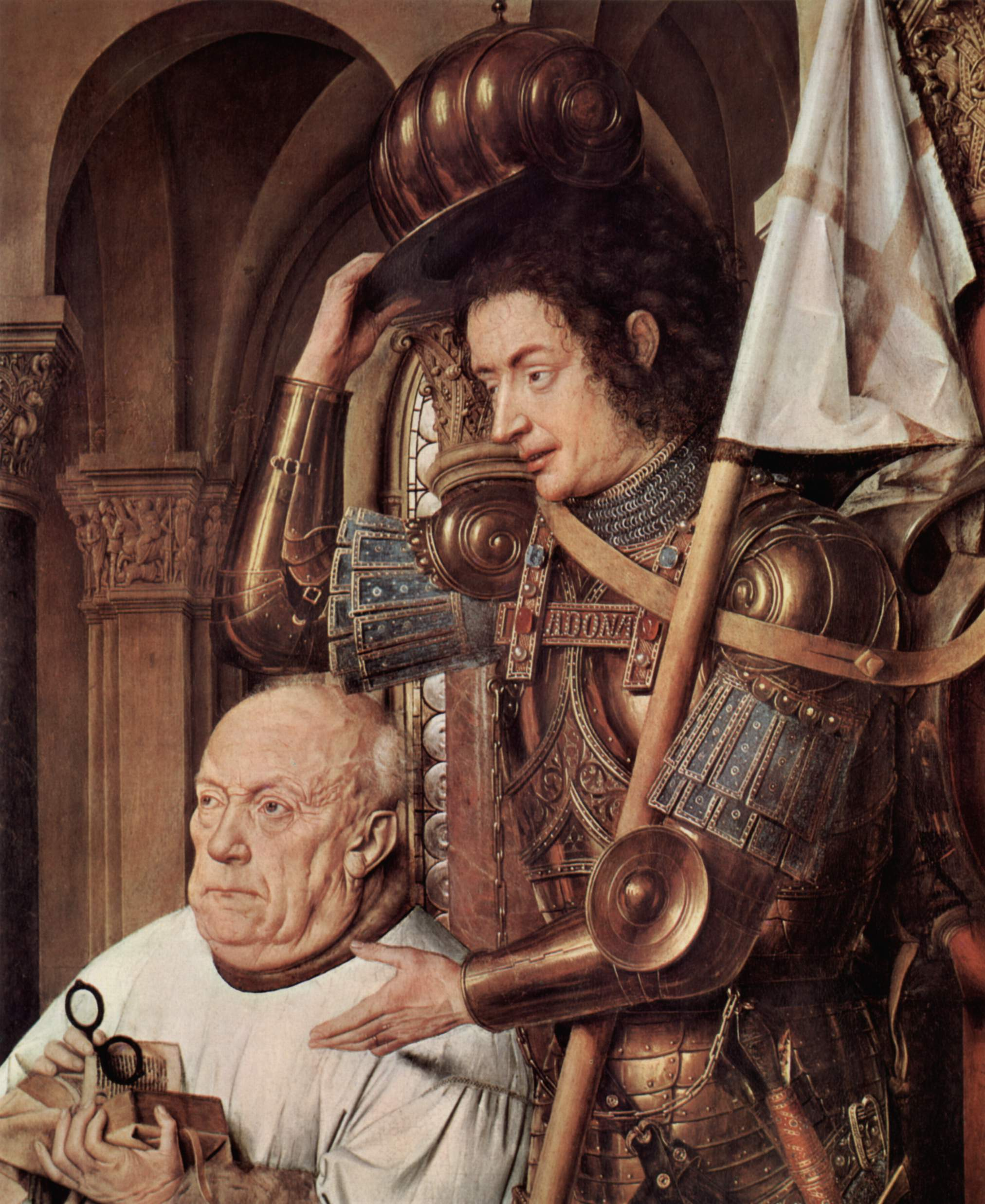
San Giorgio e il canonico Van der Paele, dettaglio

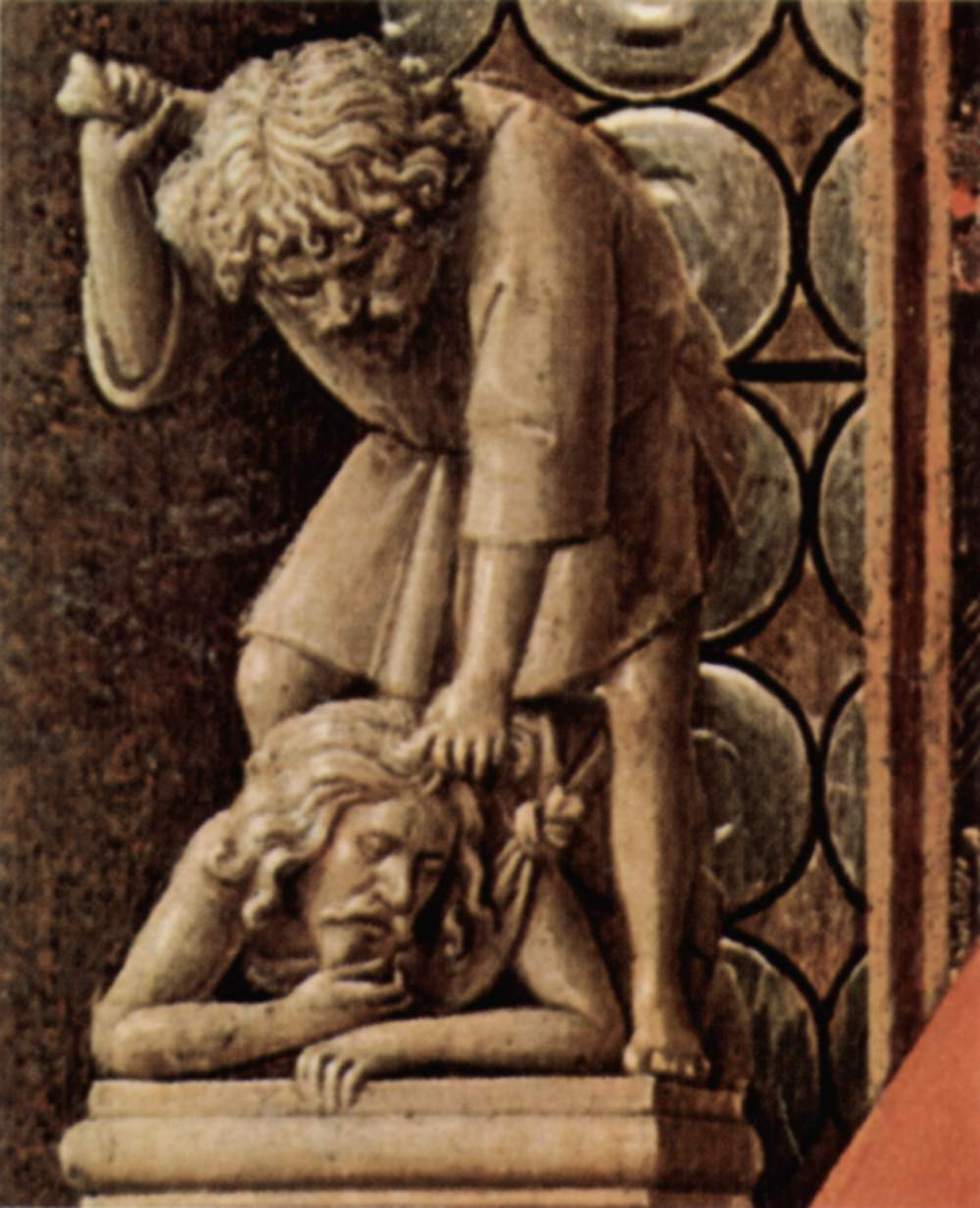
Caino e Abele, dettaglio

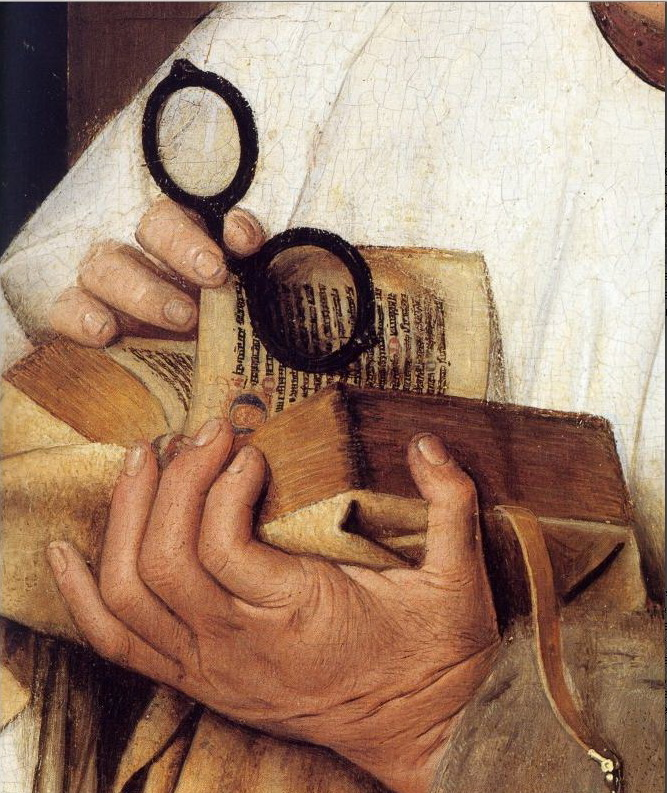
Mani e oggetti del canonico, dettaglio

La Madonna del canonico van der Paele è un dipinto olio su tavola (122,1×157,8 cm) di Jan van Eyck, datata 1436 e conservata nel Museo Groeninge a Bruges.
Dopo il polittico di Gand è l'opera più grande conosciuta di Van Eyck, il maestro fondatore della scuola fiamminga. Alcuni la indicano come l'esempio più antico di Sacra conversazione, primato che altri invece attribuiscono a opere italiane, come la Pala di Annalena di Beato Angelico (di datazione però controversa).

## Storia
L'opera è firmata e datata con una lunga iscrizione: "HOC OP[US] FECIT FIERI MAG[ISTE]R GEORGI[US] DE PALA HUI[US] ECCLESIAE CANONI[CUS] P[ER] JOHANNE[M] DE EYCK PICTORE[M] - ET FUNDAVIT HIC DUAS CAPELL[AN]IAS DE GR[EM]IO CHORI DOMINI - M°CCCC°XXXIIIJ°C[OM]P[LE]T[UM] AU[TEM] 1436" (Joris van der Paele, canonico di questa chiesa, incaricò di questa opera il pittore Johannes van Eyck e fondò due cappelle nel lato del coro nel 1436. Terminato nel 1436).
La datazione è confermata anche da documenti storici, che confermano il ruolo di van der Paele in quegli anni e che l'opera fosse destinata a decorare l'altare che avrebbe ospitato il suo sarcofago.

## Descrizione e stile
La Vergine è assisa in un trono col bambino sulle ginocchia che le porge o prende un mazzolino di fiori bianchi e rossi, simbolo della purezza della Vergine e preannuncio del sangue della Passione; inoltre tiene quello che sembrerebbe essere un pappagallo, simbolo di purezza e innocenza, si tratterebbe invece di un parrocchetto dal collare (uccello diffuso in Africa centro-settentrionale e Asia meridionale). Il trono è posto sopra alcuni gradini coperti da un prezioso tappeto turco ed è decorato da alcune sculture dell'uccisione di Caino e di Sansone che smascella il leone, richiamo all'Antico Testamento ed alla dannazione dell'umanità che viene riscattata dal sacrificio di Cristo. I motivi geometrici del tappeto enfatizzano la profondità prospettica del dipinto.
La scena è ambientata in un coro di una chiesa, del quale si vede bene il deambulatorio separato da colonne in marmi preziosi con capitelli istoriati. Lo stile dell'architettura non è contemporaneo, anzi si rifà al romanico, come in altre opere dell'artista, perché desidera rievocare un ambiente antico e senza tempo, come un tempio ebraico. Il manto della Vergine è pesante e ricco di increspature ben definite dalla luce, e dà l'impressione di proiettarsi, tramite gli stessi colori del tappeto, verso lo spettatore. La stessa linea dell'orizzonte alta, lo sfondo interrotto in maniera apparentemente casuale e la disposizione avvolgente dei santi ha l'effetto di trascinare lo spettatore dentro la rappresentazione, piuttosto che lasciarlo passivamente fuori come nelle opere del Rinascimento italiano.
L'importanza che le vesti rivestono nell'opera può anche adombrare un richiamo alla principale fonte di ricchezza di Bruges, cioè il commercio dei tessuti di lusso.
La luce, che indaga i minimi particolari, arriva da più fonti, come le finestre sullo sfondo e soprattutto dal davanti, illuminando i personaggi principali a beneficio dello spettatore. Gli effetti dei vividi rilessi sui materiali preziosi sarebbero stati impensabili senza l'ausilio della tecnica della pittura a olio.
A sinistra si trova san Donaziano, titolare della chiesa, abbigliato con casula in broccato con ricami in oro che formano figure. Con la mano sinistra regge una croce astile decorata con cristalli di rocca che sovrasta un reliquiario gotico che contiene un pezzo della Santa croce, una reliquia conservata a Bruges. Con la mano destra sorregge la ruota con le cinque candele, il suo attributo iconografico. Secondo la tradizione, infatti, il santo fu annegato in un fiume e i fedeli riuscirono a rinvenirne il corpo gettando nelle acque un cerchio di legno su cui erano accesi cinque ceri. Non a caso è invocato contro le inondazioni e i pericoli derivanti dalle acque.
A destra della Vergine  invece si trova san Giorgio, con l'armatura, patrono del canonico che si trova inginocchiato accanto a lui, mentre fa un gesto di presentazione alla Vergine e si toglie l'elmo in segno di deferenza (un gesto che venne copiato nell'ex voto di Carlo il Temerario nel Tesoro di Liegi, 1467).
Il ritratto del canonico, caratterizzato da un estremo realismo, non ha esempi paragonabili nella ritrattistica europea del primo Quattrocento. È al tempo stesso fortemente individuale, psicologico e simbolico, grazie agli strumenti che tiene in mano, che certificano la sua posizione, come gli occhiali e il libro da erudito. A differenza delle figure sacre, come di consueto, la sua persona è ritratta con notevole realismo, grazie alle fini velature della pittura a olio, con cui il pittore poté raffigurare i più minuti dettagli dell'epidermide.
Analogamente al ritratto dei coniugi Arnolfini anche nella pala bruggese Van Eyck ha inserito nel dipinto un proprio autoritratto mimetico sulla superficie riflettente dello scudo di san Giorgio, mentre sull'elmo di San Giorgio si riflette più volte la figura di San Donaziano.